# Jean-Frédéric Karq de Bebembourg
 (septembre 2022).
Johann-Friedrich Karq, baron de Bebembourg, seigneur de Kirchsletten, à Beunberg en Franconie, le 19 février 1648 et mort fin 1719, est un religieux allemand, quarante-sixième abbé du Mont Saint-Michel, de 1703 à 1719.
À la mort de Texier de Hautefeuille, Jean-Frédéric Karq fut élevé à la dignité d’abbé du Mont Saint-Michel le 26 mars 1703. Ayant reçu ses bulles pontificales le 15 octobre suivant, et prit possession de sa place le 7 février 1704.
Ce fut au prieur qu’il délégua l’exercice de ses pouvoirs, à titre de vicaire-général et de procureur universel. Il ne cessa jamais de manifester pour son monastère la bienveillante protection que ce monastère avait sans cesse obtenue du précédent abbé. Ce prélat sut toujours, par ses lumières et l’excellence de son esprit, se concilier et mériter la confiance des princes sous le sceptre desquels il vécut. Il fut d’abord le conseiller intime du souverain de Bavière, qui le nomma président de son conseil ecclésiastique. L’empereur Léopold lui destinait l’évêché de Wiener Neustadt en Autriche : il devint enfin le chancelier de l’électeur de Cologne.